# Balthazar River (Dominica)
Der Balthazar River ist ein Fluss im Norden von Dominica im Parish Saint Andrew. Er entspringt im Süden der Ostflanke des Morne aux Diables auf ca. 600 m über dem Meer, unweit der Quelle des South Branch River. Er fließt nach Osten, nimmt noch einige kleinere Bäche von links und Norden auf (von Aouya und Enbas) und passiert Vieille Case im Norden. Nach steilem Abstieg mündet er in der Autrou Bay in den Atlantik.
Der Fluss ist nur ca. 3 km lang. Nördlich schließt sich das Einzugsgebiet des Aouya River an und im Süden verläuft der kleine Ravine Séche.